# Жан I (сеньор Монако)
Жан I (фр. Jean I, итал. Giovanni I; ок. 1382 — 8 мая 1454) — сеньор Монако в 1395 и 1419—1454 годах. Сын Ренье II и его жены Изабеллы Ассинари.
В январе 1395 года вместе со своим дядей Луи захватил крепость Монако, утерянную ранее семьёй Гримальди в 1357 году. Правил совместно с Луи до 19 декабря 1395 года, когда Монако вновь захватили генуэзцы.
5 июня 1419 года отвоевал Монако у Генуи и стал править совместно с братьями Амбруазом и Антуаном: Амбруаз правил в Ментоне, Антуан — в Рокебрюне, Жан I — в Монако. В 1427 году Антуан умер, а Амбруаз отрёкся от своей доли; Жан стал единоличным сеньором Монако.
3 октября 1436 года Монако было оккупировано войсками Миланского герцогства, но уже в ноябре того же года Жан вернул свои владения.
В 1448 году продал часть земель в Ментоне и Рокебрюне Савойскому герцогству, получив от Савойи обязательство поддержки в борьбе против Милана и Генуи.
В 1454 году изменил порядок наследования титула, установив порядок наследования по праву первородства по мужской линии, а в случае отсутствия наследников-мужчин — по женской, при условии, что муж наследницы изменит фамилию на Гримальди.
Был женат на Помеллине Фрегосо, с которой имел троих детей: сын Каталан, дочери Констанция и Бартоломея.